# ヤン・マテイコ
ヤン・マテイコ （ポーランド語: Jan Alojzy Matejko、Jan Mateykoとも。1838年6月24日 - 1893年11月1日）は、ポーランドの画家。ポーランド史に残る政治・軍事の出来事を主題にしたことで知られる
。
彼の最も有名な作品群には、油彩の『グルンヴァルトの戦い』のような多くの戦闘や、宮廷の光景を描いた作品、歴代ポーランド国王の肖像などが含まれる。

## 生涯

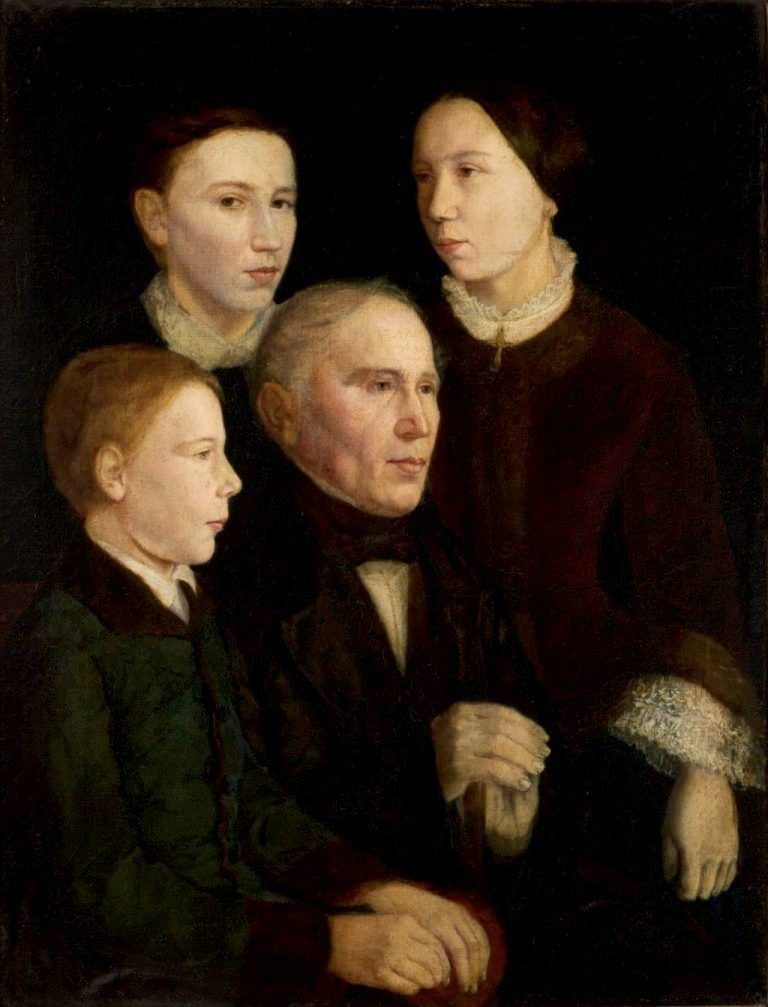
ヤンが 1853年に描いた、フランチシェクと3人の子の絵画。

ポーランド分割のさなか、オーストリアによって併合されていたポーランド領の一部自由都市クラクフで、マテイコは生まれた。父フランチシェク (Franciszek Ksawery Matejko) はフラデツ・クラーロヴェーにルーツを持つ、カトリックのチェコ人だった。フランチシェクは家庭教師として働き、最初はコシチェルニキのWodzicki家の元で音楽教師をした。クラクフへ移ってから、彼はドイツ人とポーランド人の両親を持つプロテスタントの女性、ヨアンナ・ロスベルク (Joanna Rosberg) と結婚した。ヤンは11人兄弟の9番目の子であった。ヤンはカトリック教徒として育てられた。1846年に母が亡くなると、マテイコと兄弟たちは叔母アンナ・ザモイスカが世話をした。
幼年時代のマテイコは、他の教科で非常に悪戦苦闘していたにもかかわらず、進級に次ぐ進級を許されるほどの突出した芸術的天性を見せていた。少年のマテイコは外国語を身につけることができず、母国語であるポーランド語ですらチェコ語の訛りのせいで、巧みとは言えなかった。
幼いマテイコは、1846年のクラクフ反乱と1848年のオーストリア軍によるクラクフ包囲戦を目撃している。2つの事件は自由都市クラクフの終焉を意味した。彼の2人の兄、次兄エドムントと三兄ジグムントは兵士として、2度の事件においてポーランド側のユゼフ・ベム 将軍のもとで戦い、ジグムントが亡くなっている。
彼は聖アンナ校 (en:Bartłomiej Nowodworski High School) へ入学するが、1851年に成績が悪いせいで退学した。それにもかかわらず、彼の飛び抜けた才能のために1852年からクラクフ美術学校（当時はヤギェウォ大学の芸術専門学校。現在はヤン・マテイコ美術学校）で学ぶことになり、ヴォイチェフ・コルネリ・スタットレル (en:Wojciech Korneli Stattler) とヴワディスワフ・ウシュチュキェヴィチ (Władysław Łuszczkiewicz) から指導を受けた。
この頃、彼は芸術友好協会に歴史上の事件を題材とした絵を発表し始めた。
政府から奨学金を受け、1858年にミュンヘン美術アカデミーで歴史画家ヘルマン・アンシュッツ (Hermann Anschütz) の元で学んだ後（ここでマテイコは男性の裸体像を描いた作品で銅メダルを獲得している）、1859年から1860年にかけウィーン美術アカデミーで学び、彼はクラクフへ帰郷した。以降彼は生涯をクラクフで過ごした。

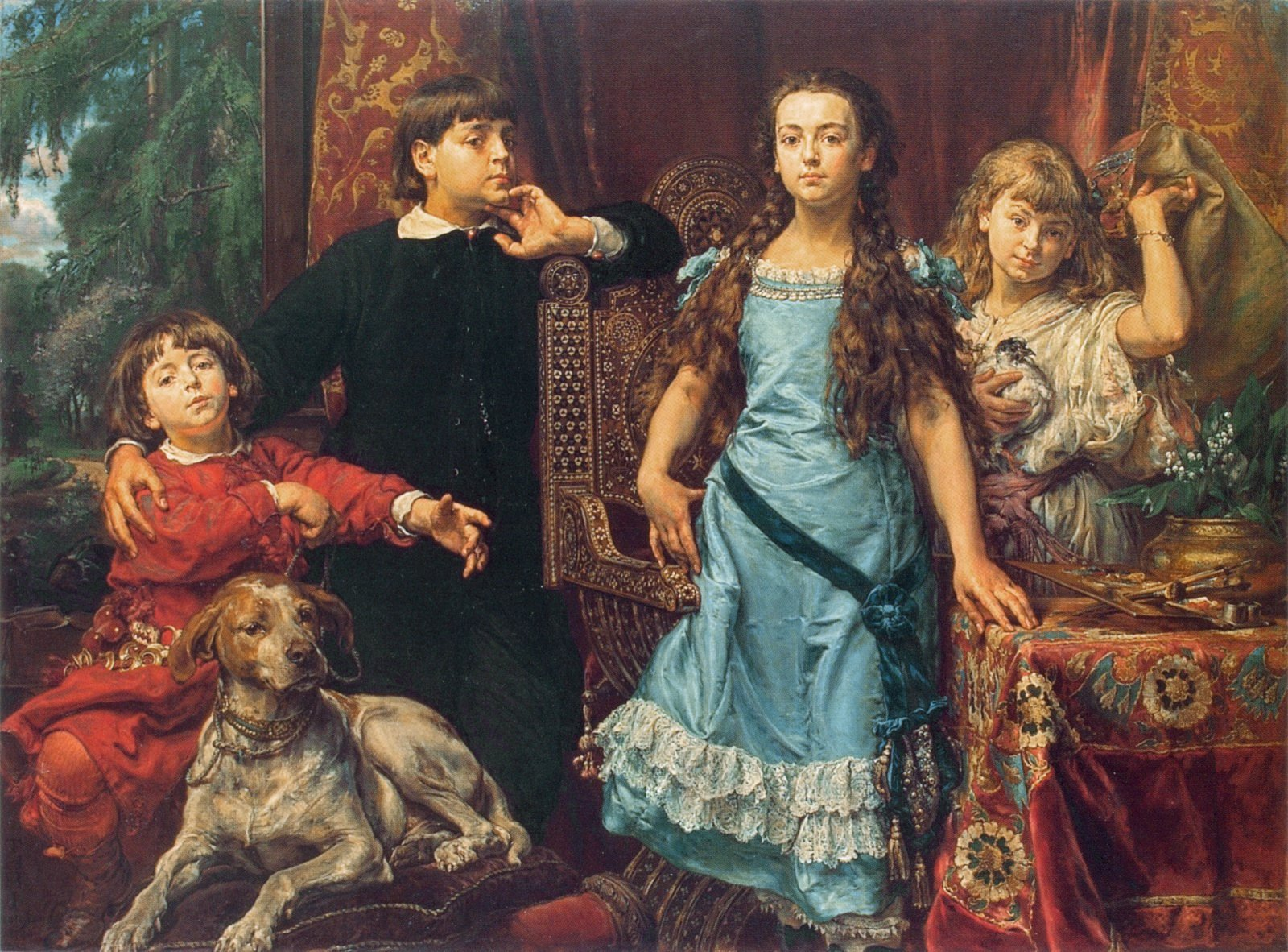
マテイコが1879に描いた4人の我が子の絵。左からイェジー、タデウシュ、ヘレナ、ベアタ。

1863年の一月蜂起の間、マテイコは健康が優れなかったことから蜂起に加わることはできなかった。彼は金銭上の援助を与えられ、Goszczaにある反対分子収容所へ鉄砲・火薬類の密輸をした。1864年にテオドラ・ギェプトフスカ (Teodorą Giebułtowską) と結婚し、ベアタ、ヘレナ、タデウシュ、イェジーの4子をもうけた。同じ年、彼はクラクフ科学協会のメンバーとなった。
この頃、マテイコは国際的な評価を獲得し始めた。文字通りの「貧窮芸術家」であった若い時期の1865年、作品『スカルガの説教 』が、パリのサロンで金賞を受賞したのである。この絵はその結果として、10,000ギルダーでマウリツィ・ポトツキ伯 (Maurycy Potocki) が買い上げた。
1867年、第一次ポーランド分割に反対した愛国者タデウシュ・レイタン を題材とした『レイタン、ポーランドの没落』 がパリ万国博覧会で金賞を受賞した。ヨーロッパにおける歴史絵画の最も傑出した典型にマテイコも含まれていると、フランス人は批評した。彼は自らの作品を通して、ポーランド分割による消滅という政治的現実にあらがって、ポーランドはいまだ存在しているということを、ヨーロッパの他諸国に気づかせることに成功した。これらの作品が高い評価を受けたことで、彼は絵画製作に集中できる安定した暮らしを得た。

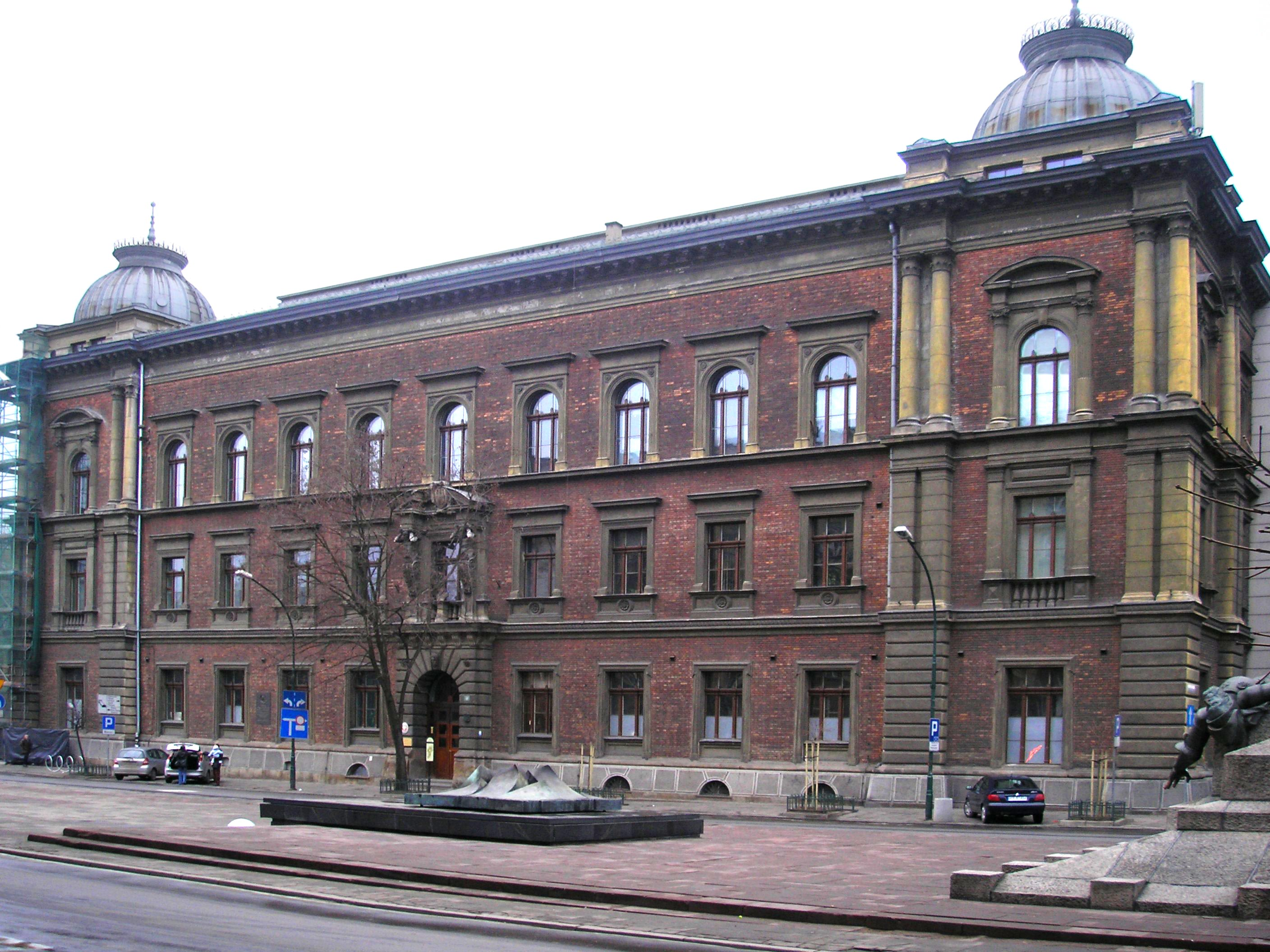
クラクフ美術学校。1979年にマテイコにちなみヤン・マテイコ美術学校と改称。存命中の彼は校長を務めていた。

1873年にヤギェウォ大学から独立した母校、クラクフ美術学校の初代校長となった。この頃、彼はポーランド最大の巨匠とみなされる。マテイコは亡くなるまでクラクフ美術学校の校長職についており、ラコヴィツキ墓地 (pl:Cmentarz Rakowicki) にある『功績者の小路』中央部に埋葬された。彼が生まれたクラクフ、フロリアンスカ通りの生家は、現在マテイコ博物館となっている。この美術学校出身者は、19世紀末の斬新さに満ちた「若きポーランド」と呼ばれる芸術潮流につながっている。

## 作風
ポーランド人としての民族意識を復興しようとする絵画テーマで知られる。1860年、マテイコは画集『ポーランドにおける衣服』 (Ubiory w Polsce) を出版した。あらゆる種類の歴史的記録への彼の熱烈な関心と、ポーランド国民にもそうした関心を促し愛国感情を強めたいという彼の願望を反映した企画であった。

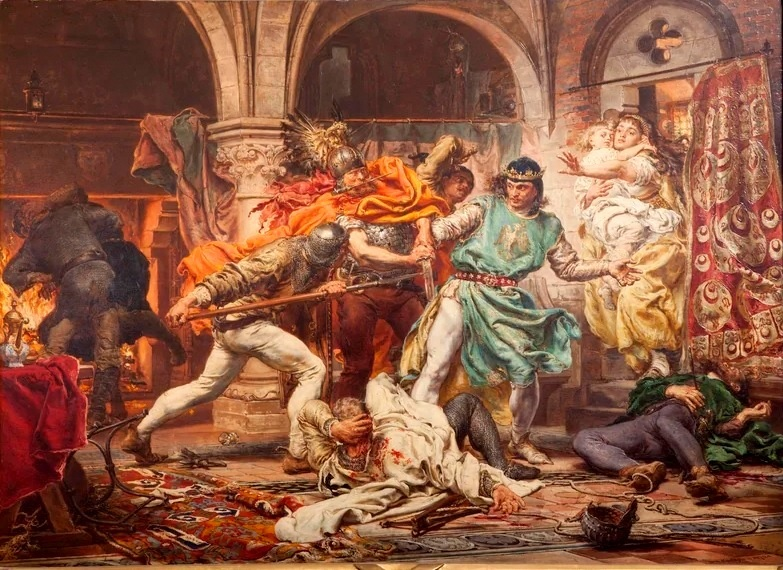
ポーランド王プシェミスウ2世の暗殺

1861年、マテイコはワルシャワのザヘンタ国立美術館で『王妃ボナの毒殺 』 (Otrucie królowej Bony) を展示した。国家の敗北は、彼に自らの天職と信じる宗教画を断念させ、ほとんど歴史画のみに身を捧げることを強いた。実際に彼が創造したのは、学問的見地からは絶えず批判がありながらも、我々の脳裏から消し去ることができないような、ポーランドの歴史の理念像であった。マテイコはしばしば、史実にはその当時居合わせなかった人々を作品中に登場させている（例として、『ラツワヴィツェの戦い 』におけるフーゴ・コウォンタイと将軍ユーゼフ・ヴォドジツキ）。彼にとっての関心は、事実としての出来事を提示することではなく、歴史＝哲学的に合成された表象を作り出すことだった。
マテイコの作品は、芸術的観点からだけでなく、それが果たした（そして現在も果たし続けている）社会的な機能（function）の観点からも見られなければない。彼は歴史を現在および未来の相関物（function）として考えていた。彼の絵画は、歴史を描いた説明図ではなく、むしろ、画家の精神と、世界に対する彼の姿勢の、力強い表現である。

### 歴史的主題

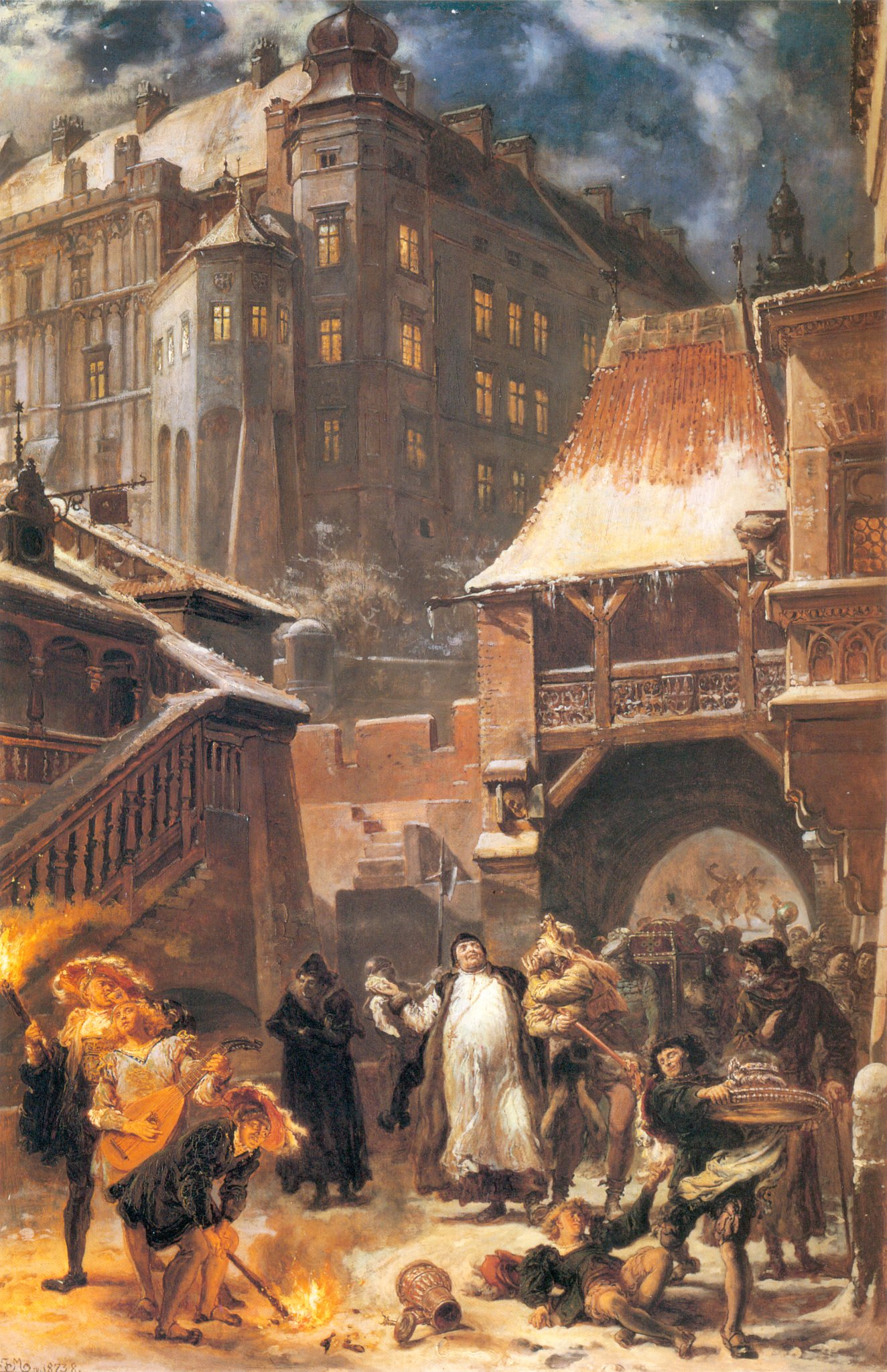
『スタンチクとガムラト 』

マテイコは、ポーランド史の重要なテーマに的を絞り、歴史上における精密な細部について、史実を描くために歴史資料を用いた。彼の歴史画には2つのグループがある。初期のグループは1862年にスタンチクを描いた絵で始まった。愛国心の欠如している権力者たちが引き起こした、彼の意見でいうところの『ポーランドの没落』に対して向けられた作品である。ジグムント1世（1437年-1548年）の宮廷道化師スタンチクに、彼は自身の姿を重ねている。道化師は国家の良心の象徴として表現されている。彼はその他の人物たちから離れて、孤独のまま椅子に物憂げに座っている。最後に悲劇で終わるモスクワ大公国＝リトアニア戦争の最中の出来事を見せているのである。この絵のグループには、1864年の『スカルガの説教』、1866年の『レイタン』が含まれる。
第2のグループは、一月蜂起の後に描かれた物で、ポーランド史の有名な事件に捧げられている。マテイコはポーランド史に残る多くの主要な事件・戦闘を描いた。最も有名な作品は、1410年にポーランドがドイツ騎士団に勝利を収めた戦いを描いた、『グルンヴァルトの戦い』 (Bitwa pod Grunwaldem) である。絵には『明白な愛国者の努力』が見える。
「ポーランド人の愛国主義の無比のイコン」として国際的な喝采を集めた。
このグループのその他の作品には、『ルブリン合同』（Unia Lubelska、1869年）、『プスコフ包囲戦でのステファン・バートリ』（Stefan Batory pod Pskowem、1872年）、『コペルニクス』（Kopernik）、『ジグムントの鐘』（Dzwon Zygmunta、1874年）、『プロイセンの臣従』（Hołd Pruski、1882年）、『第二次ウィーン包囲でのヤン3世ソビエツキ』（Sobieski pod Wiedniem、1883年）、『ラツワヴィツェの戦いでのコシチュシュコ』（Kościuszko pod Racławicami、1888年）、『ポーランドにおける文明化の歴史』（Dzieje Cywilizacji w Polsce、1889年）、『5月3日憲法』（Konstytucja 3 Maja、1891年）がある。1890年から1892年にかけて、彼は自分の本『ポーランド国王の肖像』（1890年）にまとめられた、歴代ポーランド国王を全て描いた。彼の細部に傾けた献身は、女王ヤドヴィガの頭蓋骨をスケッチするため、1887年に行われたヤドヴィガのサルコファガス公開に立ち会ったことから明かである。
歴史上の事件に加え、マテイコは肖像画を数作制作している。1879年の『花嫁衣装を着た妻』 (Żona w sukni ślubnej)、1879年の『ポトツキ』、1890年の『タルノウスキ』、1892年の『自画像』である。
マテイコは320の油絵、数千にも及ぶデッサンと水彩画を制作した。晩年にあたる1889年から1891年までの間、彼はクラクフの聖母マリア大聖堂 (pl:Kościół Mariacki w Krakowie) 内の堂々とした多彩画を描いた。彼の最も重要な絵画群は第二次世界大戦中戦禍を避け隠された（『グルンヴァルトの戦い』はルブリンに埋められていた）。1945年以後、作品の大多数が発見され、修復を受けた。作品は現在主にワルシャワ国立美術館 (pl:Muzeum Narodowe w Warszawie) に収められている。
彼の作品は数千にものぼる複製品が散らばり、彼をポーランドで最も有名な画家の一人に押し上げた。そしてポーランド史の鍵となる多くの出来事の典型的な説明図となっている。

### 主な作品
| 作品名                                  | 年      | 技法・サイズ         | 所蔵                 | 備考 | 画像 |
| スタンチク                              | 1862    | 油彩 120 × 88 cm     | ワルシャワ国立美術館 | 宮廷のお抱え道化師が舞踏会の席にたった一人いる。ロシアの軍勢がスモレンスクを陥落させたという知らせが、会場を騒がせたのだ。1514年に実際に起きた出来事である。 |      |
| スカルガの説教                          | 1864    | 油彩 224 × 397 cm    | ワルシャワ王宮       | イエズス会士スカルガ (en:Piotr Skarga) が、ジグムント3世を前に説教するという、架空の図。ポーランドの黄金時代終焉を予期させる。 |      |
| レイタン、ポーランドの没落              | 1866    | 油彩 282 × 487 cm    | ワルシャワ王宮       | |      |
| ルブリン合同                            | 1869    | 油彩 298 cm × 512 cm | ルブリン城博物館     | |      |
| プスコフ包囲戦でのステファン・バートリ  | 1872    | 油彩 322 × 545 cm    | ワルシャワ王宮       | |      |
| コペルニクス                            | 1873    | 油彩 225 × 315 cm    | コレギウム・ノヴム   | |      |
| ジグムントの鐘                          | 1874    | 油彩 94 × 189 cm     | ワルシャワ国立美術館 | 木の板の上に油絵具で描いたもの |      |
| グルンヴァルトの戦い                    | 1878    | 油彩 426 × 987 cm    | ワルシャワ国立美術館 | |      |
| ポロニア                                | 1879    | 油彩 156 × 232 cm    | チャルトリスキ美術館 | 1863年1月の蜂起が失敗した結果を描いている。マテイコによる最も愛国的・象徴的な絵画の一つ。捕虜たちはシベリア流刑を予期している。ロシア士官と兵士たちは、ポーランドを象徴する一人の女性、ポロニアに鍛冶屋が手錠をはめるのを監督している。ポロニアの次に手錠をはめられるため兵士に捕らえられているブロンドの女性は、リトアニアを象徴している |      |
| プロイセンの臣従                        | 1880-82 | 油彩 388 × 875 cm    | ワルシャワ国立美術館 | 1525年、ドイツ騎士団長アルブレヒトと彼の兄弟たちが跪いて聖書に手をおき、ジグムント1世に臣従を誓う図。 |      |
| 第二次ウィーン包囲でのヤン3世ソビエツキ | 1883    |                      | バチカン美術館       | |      |
| ラツワヴィツェの戦い                    | 1888    | 油彩 450 × 890 cm    | クラクフ国立美術館   | 1794年4月4日、コシチュシュコの起こした1794年反乱の戦い |      |
| 5月3日憲法                              | 1891    | 油彩 247 cm × 446 cm | ワルシャワ王宮       | |      |

## 弟子
マウリツィ・ゴットリープ (en:Maurycy Gottlieb)、ヤチェク・マルチェフスキ、ユーゼフ・メホフェル (pl:Józef Mehoffer)、Witold Pruszkowski、Leon Wyczółkowski、スタニスワフ・ヴィスピャンスキ (en:Stanislaw Wyspianski)、エフライム・モーシェ・リリエン (en:E.M. Lilien) らが知られる。

## 参照
General
- Biography based on Polish Wikipedia (GFDL assumed). Last accessed on 20 November 2006.

Inline
1. 1 2  Jan Matejko: The Painter and Patriot. Last accessed on 20 November 2006.
2. 1 2  Matejko's impact on the Polish art. Last accessed on 20 November 2006.
3. ↑  Brettell, Richard R. (1999). Modern Art 1851-1929. Oxford University Press. pp. 202
4. ↑  Mendelsohn (2002). Painting a People. UPNE. pp. 3. ISBN 1-58465-179-2

### ギャラリー
- A gallery of paintings with links to biography (289 words) and bibliographical pages (12 books).
- A gallery of paintings by Matejko.
- Wawel gallery
- Jan Matejko's artwork at malarze.com
- Matejko's Gallery of Polish Kings